# 李雅賢
李雅賢（韓語：이아현，1972年4月13日—），韓國女演員。1994年通過MBC第23期藝人選拔，正式出道。

## 演出作品

### 電視劇
- 1994年：KBS《千金之家》飾演 權小玲
- 1995年：SBS《神秘的鏡子》飾演 妍熙
- 1995年：SBS《LA阿里郎》飾演 金由美
- 1996年：MBC《我》飾演 李雅賢
- 1996年：KBS《Drama Game－成功俱樂部的人》
- 1996年：KBS《白色蒲公英》飾演 李瑞英
- 1998年：EBS《明天》飾演 英語教師
- 1999年：MBC《她的眼淚》飾演 金京恩
- 2000年：MBC《這感覺真好》飾演 惠蘭
- 2000年：MBC《三個好友》飾演 李雅賢（特別演出）
- 2000年：MBC《用眼睛說》飾演 幼梨
- 2000年：MBC《男生女生向前走》飾演 李雅賢（特別演出）
- 2000年：MBC《秘密》
- 2001年：MBC《我心中的寶石盒》飾演 尹熙貞
- 2001年：MBC《那女人的家》飾演 鄭微笑
- 2001年：MBC《商道》飾演 秦草禮
- 2001年：KBS《新媽媽》飾演 許尚茵
- 2002年：SBS《純真年代》飾演 尹愛
- 2002年：KBS《一起結婚吧》飾演 文水晶
- 2002年：MBC《最佳劇場－丟失的雨傘》飾演 宋慧珠
- 2003年：SBS《在你身邊》飾演 妍淑
- 2003年：SBS《王的女人》飾演 臨海君陽川 許氏郡夫人
- 2004年：MBC《最佳劇場－浪漫的夢》飾演 李順英
- 2005年：SBS《蘋果梨》飾演 金世英
- 2005年：MBC《我叫金三順》飾演 金二英
- 2005年：SBS《只有你》飾演 韓利景
- 2005年：SBS《堅強的野花》飾演 李順貞
- 2006年：SBS《愛恨一線間》飾演 金貞熙
- 2008年：MBC《愛你，別哭》飾演 趙美善
- 2009年：SBS《Dream》飾演 鄭琴子
- 2009年：tvN《丈夫死了》飾演 安寶貝
- 2010年：SBS《你的天國》飾演 美娟
- 2010年：KBS《瑪莉外宿中》飾演 姜素英
- 2011年：MBC《燦爛人生》飾演 黃泰蘭
- 2011年：Channel CGV《TV方子傳》飾演 月梅
- 2011年：Channel A《女人的色彩》飾演 吳未來
- 2012年：SBS《俏皮機長》飾演 楊末子
- 2012年：JTBC《Love Again》飾演 金美熙
- 2012年：SBS《致美麗的你》飾演 張室長
- 2013年：KBS《蔘生》飾演 高末麗
- 2013年：MBC《歐若拉公主》飾演 李江淑（特別演出）
- 2013年：MBC《女王的教室》飾演 林恩英
- 2013年：MBC《世上最偉大之日》飾演 具藝理
- 2014年：KBS《鄭道傳》飾演 鄭道傳夫人慶州崔氏
- 2014年：KBS《黃金交叉》飾演 金世鈴
- 2014年：KBS《明日如歌》飾演 梁善榮
- 2014年：KBS《Drama Special－最後的拼圖》飾演 在卿
- 2014年：VTV《今天也青春》（韓越合作）
- 2015年：KBS《謝謝你，兒子啊》飾演 洪恩熙
- 2015年：MBC《最佳戀人》飾演 崔奎莉
- 2016年：MBC《Monster》飾演 崔智惠
- 2016年：tvN《灰姑娘與四騎士》飾演 姜書宇的母親
- 2017年：KBS《即使恨也愛你》飾演 董美愛
- 2018年：JTBC《Misty》飾演 李妍貞
- 2018年：SBS《雖然30但仍17》飾演 孔賢貞
- 2018年：tvN《頂級巨星柳白》飾演 阿瑞特
- 2020年：KBS《絕妙的遺產》飾演 尹敏珠
- 2020年：SBS《火鳥2020》（特別演出）
- 2022年：KBS《我眼里的豆荚》飾演 徐華京

### 電影
- 2005年：《The Windmill Palm Grove》
- 2006年：《South Of The Border》
- 2014年：《哥哥回來了》
- 2014年：《少女怪談》

## 綜藝節目
- 2011年：SBS《星期天真好-金妍兒的Kiss & Cry》參賽者

## 獎項
- 1994年：KBS演技大賞－女子新人賞（《千金之家》）

## 外部連結
- 網站
- 李雅賢的Instagram帳戶